# Auxey-Duresses
Auxey-Duresses település Franciaországban, Côte-d’Or megyében. Lakosainak száma 297 fő (2022. január 1.). Auxey-Duresses Saint-Aubin, La Rochepot, Saint-Romain, Baubigny, Meursault és Monthelie községekkel határos.

## Népesség
A település népességének változása:
| Lakosok száma | 407  | 345  | 351  | 337  | 320  | 310  | 304  | 297  | 295  | 297  |
|               | 1968 | 1982 | 1990 | 2006 | 2013 | 2015 | 2017 | 2019 | 2020 | 2022 |